# Geschichte der Philosophie in globaler Perspektive
Geschichte der Philosophie in globaler Perspektive ist ein neuer Schwerpunkt in der Philosophiegeschichtsschreibung, der eine Dezentrierung und Pluralisierung der bisher auf Europa und Nordamerika eingeschränkten Erzählungen der Philosophiegeschichte anstrebt. Zwar kann an eine Tradition der Philosophiegeschichtsschreibung angeknüpft werden, die bereits seit der Spätantike (u. a. Clemens von Alexandria) eine Vielfalt an Quellen und Traditionen der Philosophie in verschiedenen Regionen der Welt beschreibt, allerdings hat eine einschneidende Wende in der europäischen Philosophiegeschichtsschreibung Ende des 18. Jahrhunderts zu einem bis heute vorherrschenden eurozentrischen Bild der Geschichte der Philosophie geführt.  Abgesehen von einigen Vorläufern (u. a. Karl Jaspers Entwurf einer Achsenzeit) wird erst seit wenigen Jahren daran gearbeitet, diese eurozentrische Perspektive aufzubrechen und die Entwicklung philosophischer Traditionen in allen Regionen der Welt wieder in den Blick zu nehmen. In diesem Bemühen werden alte Einteilungen und Grenzziehungen durchbrochen und neue Methoden der Philosophiegeschichtsschreibung erprobt.

## Bisherige Ansätze der Philosophiegeschichtsschreibung

### Europäische Philosophiegeschichtsschreibung im Wandel
Unter dem Stichwort „Geschichte der Philosophie“ (siehe exemplarisch der Eintrag auf der deutschen Wikipedia-Seite) wird gewöhnlich die „europäische“ Geschichte der Philosophie von Thales bis zu den Philosophen der Gegenwart in Europa und Nordamerika verstanden. Diese Vorstellung ist ein Produkt der europäischen Philosophiegeschichtsschreibung des 19. Jahrhunderts.  In der Spätantike ebenso wie in den Werken zur Philosophiegeschichte im 16. bis 18. Jahrhunderts war es durchaus üblich, ägyptische, arabische, chaldäische, chinesische, indische, japanische, persische, phönizische usw. Philosophien in die Philosophiegeschichtsschreibung einzubeziehen. Erst die an der kantischen Philosophie orientierte akademische Philosophiegeschichtsschreibung schließt zunehmend alle außereuropäischen Philosophien aus. Gleichzeitig entstand jedoch in verschiedenen neu in Europa etablierten Disziplinen wie der Indologie, Sinologie, Arabistik, Judaistik, Japanologie  eine Geschichtsschreibung der indischen, chinesischen, arabisch-islamischen, jüdischen, japanischen Philosophie.  Diese beiden Stränge der Philosophiegeschichtsschreibung sind erst im 20. Jahrhundert in ersten Ansätzen einer globalen Philosophiegeschichtsschreibung wieder zusammengeführt worden, in der versucht wird, philosophische Traditionen aus allen geografischen Räumen miteinzubeziehen.

### Philosophiegeschichtsschreibung in außereuropäischen Sprachen
In bisherigen Ansätzen einer globalen Philosophiegeschichte bleiben Traditionen der Philosophiegeschichtsschreibung in außereuropäischen Sprachen weitgehend unberücksichtigt. In einigen außereuropäischen Sprachen lassen sich jedoch Traditionen einer Philosophiegeschichtsschreibung bis in frühe Jahrhunderte zurückverfolgen. Sehr komplexe Geschichtsbilder ebenso wie komplexe Narrative von der Entwicklung philosophischen Denkens, eigene methodische Zugänge, Grundbegriffe oder auch Periodisierungen charakterisieren diese Traditionen. In der Konfrontation mit der europäischen Philosophie, insbesondere im Zuge der europäischen Expansion seit dem 15. Jahrhundert, begann in außereuropäischen Philosophietraditionen zudem ein Prozess der Auseinandersetzung mit den Erzählungen der europäischen Geschichte der Philosophie – ein Prozess, der in umgekehrter Weise nur wenig stattfand.
Folgende Perioden lassen sich grob unterscheiden:

#### 5. Jahrhundert v. u. Z. bis 14. Jahrhundert u. Z.
Zwischen dem 5. Jahrhundert v. u. Z. bis zum 14. Jahrhundert u. Z. lassen sich philosophiegeschichtliche Werke in den folgenden Sprachen finden: Altgriechisch, Arabisch, klassisches Chinesisch, Latein, Persisch, Sanskrit und Tibetisch. Auf Altgriechisch wird die Tradition der Philosophiegeschichtsschreibung zum Teil bereits bei Hippias von Elis (5. Jahrhundert v. u. Z.) angesetzt.  Auch Platon und Aristoteles werden als philosophiehistorische Quellen oft berücksichtigt. Als erstes einschlägiges philosophiehistorisches Werk gilt allerdings zumeist Diogenes Laertius (ca. 3. Jahrhundert u. Z.) Doxographie Leben und Meinungen berühmter Philosophen.
Aber auch auf Chinesisch finden sich bereits in frühen Jahrhunderten Werke, die einen systematischen Überblick über Lehrmeinungen beinhalten. Dazu gehören: Unterm Himmel (Tianxia, 天下) im Zhuangzi (Zhuangzi, 庄子) (350 v. u. Z.–250 v. u. Z.), Kritik an zwölf Philosophen (Fei shi‘er zi, 非十二子) im Xunzi (Xunzi, 荀子) (475 v. u. Z.–221 v. u. Z.) und Prominente Lehre (Xianxue, 顯學) im Hanfeizi (Hanfeizi, 韩非子）(475 v. u. Z.–221 v. u. Z.).  Auf Sanskrit kann die Philosophiegeschichtsschreibung im 6. Jahrhundert angesetzt werden, und zwar mit dem Werk भाविवेक – मध्यमकहृदयकारिका (Bhāviveka (500-578) / 490–570 oder 500–570): Madhyamakahṛdayakārikā, Verse über das Herz des Mittleren Weges).  Auf Tibetisch lassen sich doxographische Werke wie པདྨཱ་ཀ་ར། རྙིང་མ། མན་ངག་ལྟ་བའི་ཕྲེང་བ། (Padmasambhava (Nyingma): Girlande der Ansichten: Eine Einweisung) oder རྣམ་པར་སྣང་མཛད། རྙིང་མ། ཐེག་པ་གཅོད་པའི་ཁོར་ལོ། (Vairocana (Nyingma): Ein Fahrzeug, um die zyklische Existenz zu trennen) ab dem 8. Jahrhundert nachweisen.  Und auch in Korea, hier noch verfasst in klassischem Chinesisch, findet sich bereits mit 金大問, 高僧傳, 8세기 (Kim, Tae-mun: Biographien berühmter Mönche) im 8. Jahrhundert ein philosophiehistorisches Werk. Auf Arabisch beginnt die Philosophiegeschichtsschreibung mit al-Fārābī im 10. Jahrhundert und auf Persisch ebenfalls im 10. Jahrhundert mit Abū ʿAbd ar-Rahmān as-Sulamī und seiner Geschichte des Sufismus. Dagegen beginnt die Philosophiegeschichtsschreibung auf Latein erst Anfang des 15. Jahrhunderts.

#### 15. bis 19. Jahrhundert
In Europa beginnt ab dem 15. Jahrhundert eine umfangreiche Produktion philosophiegeschichtlicher Werke in lateinischer Sprache. Zu den bekanntesten frühen Werken gehören (pseudo)Burleigh: De vitis et moribus philosophorum veterum (1472, ein Walter Burley zugeschriebenes Werk) oder Hermann von dem Busche (Buschius): Spicilegium philosophorum pene omnium quotquot per Graeciam Italiamque clari habiti sunt illustria dicta complectens (1507). Diese Tradition wird bis ins 18. Jahrhundert fortgesetzt und verschwindet dann im 19. Jahrhundert langsam. Dafür setzt im 17. Jahrhundert und insbesondere im 18. Jahrhundert das Schreiben von Philosophiegeschichten in den verschiedenen europäischen Nationalsprachen ein.
Aber auch auf Chinesisch, Koreanisch, Persisch und Tibetisch lassen sich in jenen Jahrhunderten weitere philosophiegeschichtliche Werke finden, die ab dem 19. Jahrhundert zunehmend in Auseinandersetzung mit der europäischen Geschichte der Philosophie stattfinden. Auf Türkisch setzt die Philosophiegeschichtsschreibung im 19. Jahrhundert ein, ebenso auf Japanisch, wo eine starke Rezeption der europäischen Philosophie zu verzeichnen ist, verbunden mit dem Beginn der Übersetzung einschlägiger philosophiegeschichtlicher Werke auf Deutsch, Englisch oder Französisch ins Japanische.

#### Ab dem 20. Jahrhundert
Im 20. Jahrhundert nimmt die Ausdifferenzierung der Sprachen, in denen Geschichten der Philosophie geschrieben werden, weiter zu. Diese geht zum Teil einher mit einer Tendenz zur Nationalisierung der Philosophie. So entstehen nicht nur Philosophiegeschichten auf Georgisch oder Armenisch, sondern nach dem Ende des Kolonialismus auch in Sprachen wie Indonesisch. Zudem entstehen nationale Philosophiegeschichtsschreibungen für eine ganze Reihe lateinamerikanischer Länder auf Spanisch oder Portugiesisch sowie auf Arabisch für verschiedene arabische Nationen. Aber nicht nur sprachlich ist eine weitere Ausdifferenzierung zu verzeichnen, sondern auch inhaltlich. Wurden in vorangegangenen Jahrhunderten oft Werke unter dem allgemeinen Titel „Geschichte der Philosophie“ veröffentlicht, finden wir im 20. Jahrhundert in allen Sprachen eine zunehmende regionale oder inhaltliche Spezialisierung. Neben „Geschichten der europäischen Philosophie“ entstehen Arbeiten mit anderen Schwerpunkten wie Geschichten der indischen, chinesischen, japanischen, arabisch-islamischen, jüdischen, buddhistischen, afrikanischen oder lateinamerikanischen Philosophie. Erzählt werden zunehmend aber auch Geschichten der analytischen Philosophie, der Ethik, der Phänomenologie, der Logik oder anderer Schulen oder Bereiche der Philosophie. Deutlich wird, dass sich in einzelnen Sprachen seit dem 20. Jahrhundert verschiedene philosophiegeschichtliche Perspektiven mit jeweils unterschiedlichen Schwerpunktsetzungen herausgebildet haben.

### Globale Geschichten der Philosophie in verschiedenen Sprachen
Versuche einer globalen Philosophiegeschichtsschreibung unter Titeln wie „Weltgeschichte der Philosophie“, „Global History of Philosophy“, „World Philosophy“, „World Philosophies“ oder „Histoire mondiale de la philosophie“ entstanden im 20. Jahrhundert nicht nur in europäischen Sprachen wie Deutsch, Englisch, Französisch, Italienisch, Spanisch und Portugiesisch, sondern auch auf Chinesisch, Japanisch, Koreanisch oder Türkisch. Auch die Philosophiegeschichtsschreibung auf Russisch gehört in der Forschung zu den vernachlässigten Feldern. Hier findet sich nicht nur ein umfangreicher Korpus zur Philosophiegeschichte im Allgemeinen und zu theoretisch-methodischen Fragen einer Philosophiegeschichte, sondern ebenso interessante Ansätze einer globalen Philosophiegeschichtsschreibung. Auf Chinesisch erschien die erste globale Philosophiegeschichte schon 1925, dann allerdings erst wieder in den 1990er Jahren. Auf Japanisch entstand ein erster globaler Ansatz bereits 1902.  Hier entwickelte sich in den letzten ca. hundert Jahren allerdings ein fortgesetzter Diskurs zur Geschichte der Weltphilosophie, der seinen einstweiligen Höhepunkt in der mehrbändigen Weltgeschichte der Philosophie von Kunitake Ito et al. (2020) gefunden hat.  Auf Koreanisch erschien ein erstes Werk zur Weltphilosophie 1964 und die türkische Philosophie begann sich mit diesem Thema 2008 zu beschäftigen.

## Neue Ansatzpunkte einer Philosophiegeschichtsschreibung in globaler Perspektive
Eine globale Philosophiegeschichtsschreibung kann nicht nur aus einer Perspektive und auf der Basis der Methoden und Begriffe einer einzigen philosophiehistorischen Tradition (der westlichen) erfolgen. Die Berücksichtigung philosophiegeschichtlicher Traditionen in außereuropäischen Regionen und Sprachen konfrontiert die Disziplin der Philosophiegeschichtsschreibung mit völlig neuen Fragen, die Zugänge und Methoden grundsätzlich in Frage stellen und dementsprechend in die methodischen Debatten einbezogen werden müssen. Ein zentrales methodisches wie inhaltliches Problem jeder Philosophiegeschichtsschreibung ist der je vorausgesetzte Philosophiebegriff, mit dem an eine Fülle vorliegenden Materials aus vergangenen Jahrhunderten herangetreten wird und auf dessen Basis ein Selektionsprozess erfolgt. Erweitert man den Untersuchungsraum über Europa hinaus, müssen nicht nur andere Bezeichnungen für philosophierende Praktiken und Theorien berücksichtigt werden als der griechischstämmige Begriff Philosophie, sondern auch andere Ausdrucksformen, ebenso wie andere Formen der Übertragung und Systematisierung philosophischen Wissens durch die Jahrhunderte. Eine Philosophiegeschichtsschreibung in globaler Perspektive steht damit vor einer Reihe von Herausforderungen, die über die Aneignung sprachlicher Kompetenzen, die Auseinandersetzung mit anderen Periodisierungssystemen oder das Aufgeben des Narrativs vom einen und einzigen Ursprung der Philosophie im alten Griechenland weit hinausgehen.

### Methodische Herausforderungen
Methodisch steht eine Philosophiegeschichtsschreibung in globaler Perspektive vor einigen zentralen Herausforderungen:
Eine Auseinandersetzung mit der tief verwurzelten Hegemoniestruktur einer bestimmten, heute vorherrschenden Vorstellung von Philosophiegeschichte und den Einschreibungen von Eurozentrismus, Rassismus, Antisemitismus und Sexismus in ihre Struktur ist die Vorbedingung für eine globale Philosophiegeschichtsschreibung. Trotz wachsender Kritik kommt Philosophiegeschichtsschreibung bisher weitgehend ohne eine Reflexion auf das Verhältnis der Philosophie zur europäischen Expansion und deren Auswirkungen aus. Eine kritische wissenschaftstheoretische Selbstreflexion der Philosophie auf diese Teile ihrer Geschichte sowie auf die Wirkungsweisen von Wissen(schaften) im Kontext globaler Macht-, Herrschafts- und Gewaltverhältnisse ist allerdings unabdingbarer Bestandteil einer neuen Philosophiegeschichtsschreibung in globaler Perspektive. In diesem Zusammenhang ist eine Öffnung der Disziplin der Philosophiegeschichtsschreibung für die Kritik und die Methoden der de- und postkolonialen Theorien sowie die feministische Kritik unabdingbar.
Methodisch bietet sich für eine Philosophiegeschichtsschreibung in globaler Perspektive ein Ansatz an, der in der neueren Richtung der Globalgeschichte bereits seit einiger Zeit praktiziert wird, nämlich die verflechtungsgeschichtliche Perspektive (vgl. histoire croisée und entangled histories). Ein verflechtungsgeschichtlicher Ansatz versteht Philosophiegeschichte als einen Prozess des Austauschs von Gedanken und Konzepten über die Grenzen von Regionen, Sprachen, Kulturen und Religionen hinweg – ein Prozess, der im Prinzip nicht abgeschlossen werden kann. Verflechtungsgeschichte bedeutet, die Beziehungen und den Austausch zwischen verschiedenen Traditionen deutlich zu machen und ist damit eine Perspektive, in der Übersetzungs- und Rezeptionsprozesse im Zentrum der Aufmerksamkeit stehen.
Eine der größten Herausforderungen für die in der europäischen Tradition rein textbasierte Disziplin der Philosophiegeschichte stellt die Frage nach dem Umgang mit nicht textbasierten Praktiken des Philosophierens und mit dem philosophischen Erbe in Gemeinschaften mit vorrangig oraler Traditionsvermittlung dar. Auch hier werden neue Wege gegangen werden müssen (siehe dazu u. a. das Konzept der philosophischen Feldforschung).

## Weiterführende Literatur

### Theoretische Überlegungen
Elberfeld, Rolf (Hrsg.): Philosophiegeschichtsschreibung in globaler Perspektive. Hamburg: Felix Meiner Verlag 2017.
Elberfeld, Rolf: Philosophieren in einer globalisierten Welt. Wege zu einer transformativen Phänomenologie. Freiburg i. Br.: Alber Verlag 2017.
Yousefi, Hamid Reza; Kimmerle, Heinz (Hg.): Philosophie und Philosophiegeschichtsschreibung in einer veränderten Welt. Theorien – Probleme – Perspektiven. Nordhausen: Bautz 2011.

### Zur Kritik des Eurozentrismus der Philosophiegeschichtsschreibung
Schneider, Johannes Ulrich: Die Vergangenheit des Geistes: eine Archäologie der Philosophiegeschichte. Frankfurt/M.: Suhrkamp 1990.
Bernal, Martin: Black Athena: The Afroasiatic roots of classical civilization. New Brunswick, NJ: Rutgers University Press 1987.
Wimmer, Franz Martin: Interkulturelle Philosophie. Geschichte und Theorie. Wien: Passagen 1990.
Park, Peter K.J.: Africa, Asia, and the history of philosophy: racism in the formation of the philosophical canon, 1780–1830. Albany: State University of New York Press 2013.

### Ansätze einer Weltgeschichte der Philosophie auf Deutsch
Wundt, Wilhelm (Hrsg.): Allgemeine Geschichte der Philosophie. Zweite vermehrte Aufl. 1923. In: Die Kultur der Gegenwart. Ihre Entwicklung und ihre Ziele, Teil I Abteilung V. Hg. von Paul Hinneberg. Berlin/Leipzig: Teubner 1909, 1913, 1923.
Kafka, Gustav (Hrsg.): Geschichte der Philosophie in Einzeldarstellungen. München: Ernst Reinhardt 1921-1933.
Dempf, Alois: Selbstkritik der Philosophie und vergleichende Philosophiegeschichte im Umriß. Wien: Herder 1947.
Störig, Hans Joachim: Kleine Weltgeschichte der Philosophie. Kohlhammer, Stuttgart 1950.
Jaspers, Karl: Die großen Philosophen. München: Piper 1957.
Autorenkollektiv (Hrsg.): Geschichte der Philosophie. 5 Bände. Berlin: VEB Deutscher Verlag der Wissenschaften 1959-1963.
Schilling, Kurt: Weltgeschichte der Philosophie. Berlin: Duncker & Humblot 1964, 2019.
Eichler, Klaus Dieter / Moritz, Ralf (Hrsg.): Wie und warum entstand Philosophie in verschiedenen Regionen der Erde? Berlin: Dietz 1988.
Mall, Ram Adhar; Hülsmann, Heinz: Die drei Geburtsorte der Philosophie: China, Indien, Europa. Bonn: Bouvier 1989.
Sandvoss, Ernst: Geschichte der Philosophie. 2 Bände. München: Dtv 1989.
Smart, Ninian: Weltgeschichte des Denkens. Die geistigen Traditionen der Menschheit. Übers. Nikolaus de Palézieux. Darmstadt: Wissenschaftliche Buchgesellschaft 2002, 2009.
Wilczek, Gerhar: Kleine Weltgeschichte der Philosophie. Norderstedt: Books on Demand 2004.
Holenstein, Elmar: Philosophie-Atlas. Orte und Wege des Denkens. Zürich: Ammann-Verlag 2004.